# Monument à Rius i Taulet
 (avril 2023).
Le monument à Rius i Taulet se trouve sur la promenade de Lluís Companys à Barcelone. Il a été bâti entre 1897 et 1901 et est consacré à Francesc de Paula Rius i Taulet, qui était maire de Barcelone pendant l'Exposition universelle de 1888.

## Histoire et description

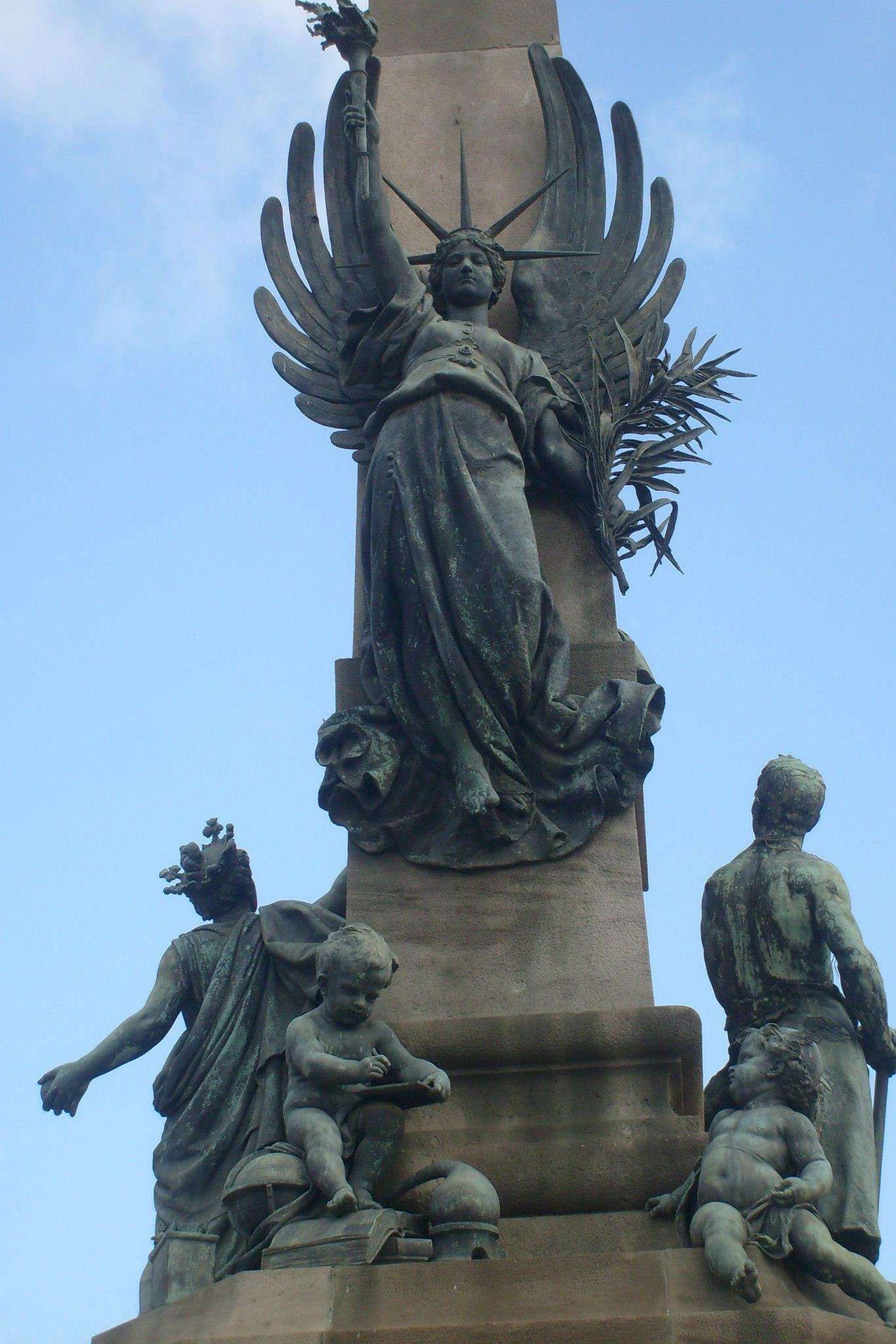
Partie postérieure du Monument

Le monument est l'œuvre conjointe de l'architecte Pere Falqués et du sculpteur Manuel Fuxà, après avoir gagné le concours. La première pierre a été posée le 26 septembre 1897, et les travaux ont duré quatre ans, l'édifice étant inauguré le 17 septembre 1901.
Le monument consiste en un obélisque sur un piédestal. Sur la partie frontale se trouve le buste de bronze de Rius i Taulet, entouré par un ouvrier, qui symbolise le Travail, et une figure allégorique qui doit s'interpréter comme la ville rendant hommage au maire. Sur la partie postérieure se trouve une image ailée de la Renommée et trois génies qui symbolisent l'Art, la Science et l'Industrie.